# Эпилог
Эпило́г (греч. έπίλογος — послесловие ← ἐπι — на, сверх + λόγος — слово) — заключительная часть, прибавленная к законченному художественному произведению и не обязательно связанная с ним неразрывным развитием действия. В Толковом словаре живого великорусского языка Даля описывается как епилог.
Как пролог представляет действующих лиц до начала действия или сообщает то, что ему предшествовало, так эпилог знакомит читателя с дальнейшей судьбой действующих лиц, заинтересовавших его в произведении. От послесловия в тесном смысле эпилог отличается тем, что первое может быть размышлением, тогда как эпилог — всегда рассказ. Типичные эпилоги — иногда без особого заглавия — заканчивают романы Достоевского и Тургенева.